# Hohen-Sülzen
Hohen-Sülzen ist eine Ortsgemeinde im Landkreis Alzey-Worms in Rheinland-Pfalz. Sie gehört der Verbandsgemeinde Monsheim an.

## Geschichte

### Urgeschichte
Die Gegend um Hohen-Sülzen war schon in der Bronzezeit besiedelt. In der Römerzeit gab es hier eine große Villa rustica. 1869 wurden in einer Tongrube zwei römische Sarkophage, ein Diatretglas, fünf andere kostbare Gläser und eine Dionysos-Flasche gefunden. Es handelte sich um einen der bedeutendsten deutschen Glasfunde aus spätrömischer Zeit. Außer der Flasche sind die anderen Hohen-Sülzer Gläser seit Ende des Zweiten Weltkrieges verschollen. Die noch vorhandene Dionysos-Flasche bildet heute das Hauptstück in der Sammlung römischer Gläser des Landesmuseums Mainz (Inventar-Nr. R 6111). Die Flasche ist 42 cm hoch und weist einen Figurenschliff auf. Das Bild wurde in plastisch wirkendem Tiefschliff eingeschnitten, wobei die plastische Wirkung der Figuren durch Gravierung der einzelnen Körperteile noch verstärkt ist. Die mehrfigurige Szene stammt aus dem Milieu des Weingottes Dionysos. Die Flasche wird aufgrund dieser Technik derselben Werkstatt zugeschrieben, die auch den Lynkeus-Becher im Römisch-Germanischen Museum angefertigt hat.

### Mittelalter
Die älteste erhaltene Erwähnung des Ortes, als „Sulzheim“, findet sich in einer Urkunde des Klosters Lorsch (Lorscher Codex) von 766. 1253 kam das Dorf als Exklave zur Grafschaft Falkenstein. Zunächst regierten diese die Herren von Bolanden, die 1418 von den Grafen von Virneburg beerbt wurden. Das Kloster Otterberg war im Ort begütert.
Über verschiedene Eigentümer ging die Grafschaft Falkenstein und mit ihm das Dorf Hohensülzen 1667 an den Herzog von Lothringen über. Durch die Heirat des Lothringer Herzogs Franz Stephan mit Maria Theresia von Habsburg, kam Hohensülzen an Österreich und unterstand dem Oberamt Winnweiler des Reichsteils Vorderösterreich. Hohen-Sülzen wurde deshalb auch öfter als „kaiserliches Hohen-Sülzen“ bezeichnet und im historischen Rathaus befinden sich noch Doppeladler-Stühle und -Türbeschläge aus der österreichischen Epoche.
Hohen-Sülzen mit seinem Umland war ab Dezember 1792 zumeist französisch besetzt und wurde beim Friedensschluss von Campo Formio (1797), als Teil der Linken Rheinufers von Österreich an Frankreich abgetreten, wo es bis 1814 verblieb. In dieser Zeit gehörte es zum französischen Département du Mont-Tonnerre mit Regierungssitz in Mainz und war dem Kanton Pfeddersheim zugeordnet.
1814 bis 1816 bestand eine gemeinsame österreichisch-bayerische Verwaltung mit Sitz in Kreuznach, später in Worms. 1816 fiel es an das Großherzogtum Hessen, seit 1946 gehört es zum damals neu gebildeten Land Rheinland-Pfalz.

## Politik

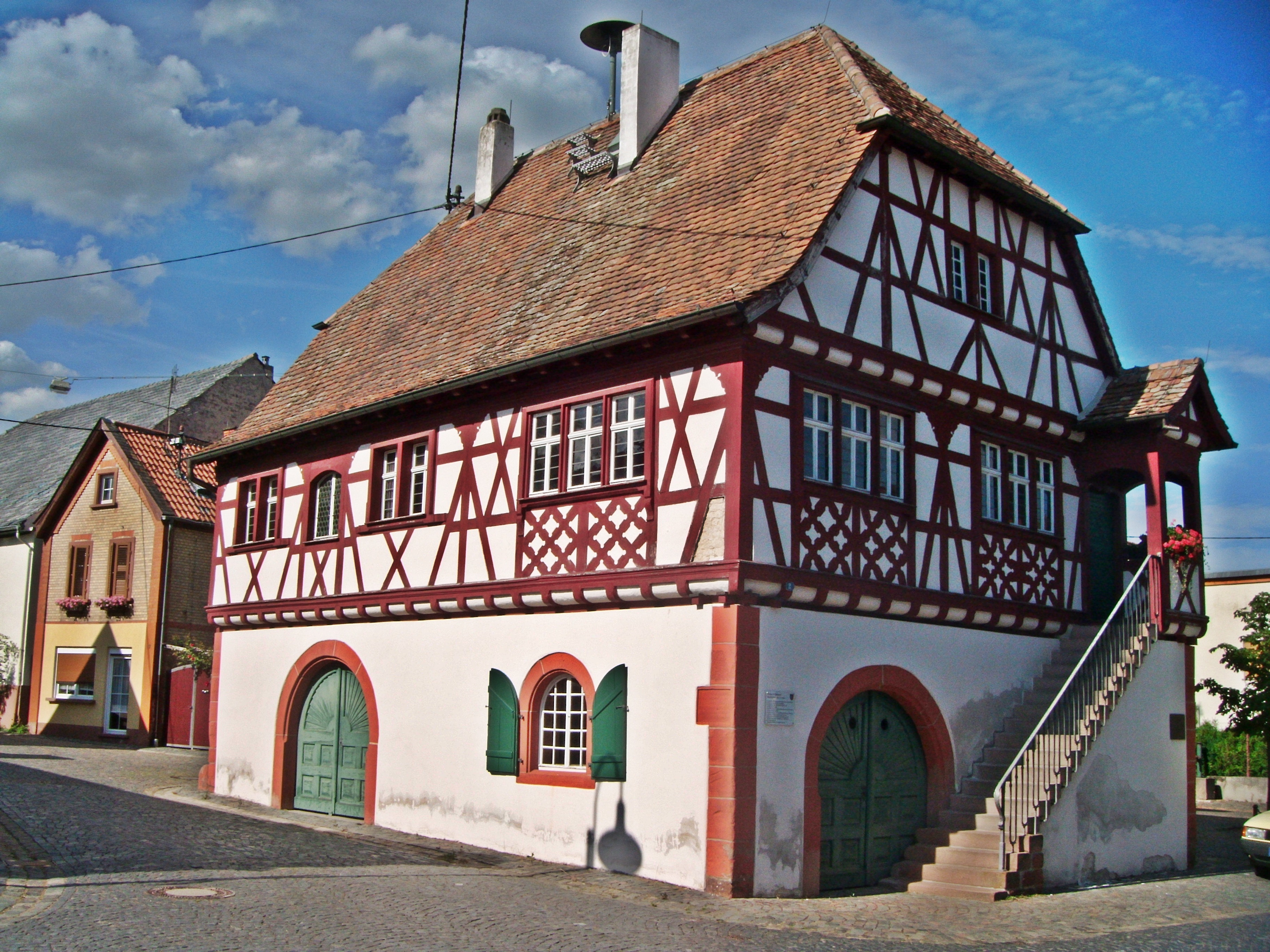
Historisches Rathaus

### Gemeinderat
Der Gemeinderat in Hohen-Sülzen besteht aus zwölf Ratsmitgliedern, die bei der Kommunalwahl am 9. Juni 2024 in einer personalisierten Verhältniswahl gewählt wurden, und dem ehrenamtlichen Ortsbürgermeister als Vorsitzendem.
Die Sitzverteilung im Gemeinderat:
| Wahl   | SPD | Grüne | FDP | FWG * | WGT ** | Gesamt   |
| ------ | --- | ----- | --- | ----- | ------ | -------- |
| 2024 a | –   | 1     | –   | 5     | 6      | 12 Sitze |
| 2024   | –   | 1     | –   | 6     | 5      | 12 Sitze |
| 2019   | 4   | 1     | –   | 7     | –      | 12 Sitze |
| 2014   | 3   | 1     | –   | 8     | –      | 12 Sitze |
| 2009   | 4   | –     | 1   | 7     | –      | 12 Sitze |
| 2004   | 4   | –     | 1   | 7     | –      | 12 Sitze |
| 1999   | 4   | –     | 1   | 7     | –      | 12 Sitze |
| 1994   | 5   | –     | –   | 7     | –      | 12 Sitze |
| 1989   | 5   | –     | –   | 6     | –      | 11 Sitze |

### Ortsbürgermeister
| 1994–2004 | Günther Maurer (FWG) |
| 2004–2019 | Kurt Görisch (FWG)   |
| seit 2019 | Andreas Thon (SPD)   |

Bei der  Direktwahl am 26. Mai 2019 wurde Andreas Thon mit einem Stimmenanteil von 53,98 % gewählt und bei der Wahl am 9. Juni 2024 mit 76,2 % für weitere fünf Jahre im Amt bestätigt.

### Wappen
| Wappen von Hohen-Sülzen | Blasonierung: „Unter goldenem Schildhaupt, darin eine grüne Traube mit Blättern, gespalten von Blau und Rot; vorne ein sechsspeichiges silbernes Rad, hinten neun goldene Rauten.“ |
| Wappen von Hohen-Sülzen | Wappenbegründung: Das Gemeindewappen wurde im Jahre 1955 festgelegt und 1957 durch das Innenministerium von Rheinland-Pfalz bestätigt; es löste das alte Wappen der Grafschaft Falkenstein als heraldisches Dorfsymbol ab. Dennoch blieb die Falkensteiner Historie auch im neuen Wappen bestimmend. Die rechte Schildhälfte zeigt das Wappen der Grafschaft Falkenstein, die linke ein Muster von stehenden Rauten, das laut offizieller Gemeindewebseite ungedeutet ist und aus einem alten Gerichtssiegel von Hohen-Sülzen entnommen wurde. Offenbar stammt es ursprünglich aus dem Wappen der Grafen von Virneburg als früheren Eigentümern der Falkensteiner Reichsgrafschaft. Beide Wappenteile sind von einem Schildhaupt mit Weinrebe bekrönt, das auf die Weinbautradition des Ortes hinweist. |

## Wirtschaft
Hohen-Sülzen ist vom rheinhessischen Weinbau geprägt. In der Großlage Domblick des Bereichs Wonnegau befinden sich die Einzellagen Sonnenberg und Kirchenstück.

## Verkehr
Der Bahnhof mit der Bezeichnung Hohensülzen lag an der Pfälzischen Nordbahn und am nordwestlichen Siedlungsrand von Hohen-Sülzen. 1959 wurde er vom Bahnhof zum Haltepunkt herabgestuft. Wegen der Anwendung der preußischen Rechtschreibregeln von 1910 in der Preußisch-Hessischen Eisenbahngemeinschaft, auch im damaligen Großherzogtum Hessen, wird der Name des Haltepunkts bis heute – im Gegensatz zu dem der Gemeinde – ohne Bindestrich geschrieben.